# Sidi Namane
Pour les articles homonymes, voir Naaman (homonymie) et Sidi Naâmane.
Sidi Namane (orthographié aussi Sidi Nâamane, Sidi Naεmen en kabyle) est une commune de la wilaya de Tizi Ouzou en Algérie.

## Géographie

### Localisation
La commune de Sidi Namane est située au nord-ouest de la Wilaya de Tizi Ouzou. Elle est délimitée :
|                     |                 | Makouda            |
| Wilaya de Boumerdès | Sidi Namane     | Makouda Tizi Ouzou |
| Tadmait             | Draâ Ben Khedda | Tizi Ouzou         |

### Les villages de la commune
La commune de Sidi Namane est composée de 19 villages :
- Aouicha
- Bordj Sebaou
- Boumhalla
- Bourdime
- Draa Khelifa
- El Harcha
- El Kechrid
- Iguessoumen
- Kettous
- Litama
- Imekhlaf
- Mlikeche
- Ouled Ouareth
- Sidi Namane
- Thala Mokar
- Trafi
- Lemlaab
- Zaouia
- Zeboudj Kara
- Zimoula
- Bouheraoua
- Dechera

## Histoire
Sidi Namane est une petite localité de la grande Kabylie. Elle est située dans la vallée de l'oued Sebaou. Il s'agit de Amraoua, la vallée chargée d'histoire depuis les guerres puniques. La basse Amraoua : région de Sidi Namane, Draâ Ben Khedda, Tadmaït, Boukhalfa est une région qui a subi des influences depuis le royaume de Koukou, les Ottomans, l'arrivée des Français et les résistances populaires à la conquête française.
Sur le plan des vestiges, il y avait la célèbre guillotine à Bordj Sebaou actuellement exposée au musée du Bardo à Alger.
Plusieurs particuliers ont trouvé des pièces de monnaie de la période de la République d'Alger lors de travaux agricoles ou de construction.
Sur le plan géologique, on trouve beaucoup de fossiles marins qui prouvent que cette région a été immergée pendant très longtemps.

## Économie
Il s'agit d'une région essentiellement agricole, on y cultive des produits maraîchers : tomates, poivrons, pastèques, melons. Néanmoins, le verger commence à prendre de l'ampleur depuis quelques années avec
le retour du vignoble, orangeraies, pommiers, poiriers...
Le cheptel est constitué de bovins, ovins, volailles et quelques caprins.
La production de blé et d'orge est largement insuffisante pour les besoins de la commune et de la région en général essentiellement montagneuse.
Les infrastructures sont très en retard par rapport au développement national.
Le réseau routier fait de Sidi Namane une région plutôt isolée malgré sa situation géographique stratégique entre la Wilaya de Boumerdès et Tizi Ouzou. Sa proximité de la mer n'a pas modifié les atouts du tourisme, la route principale menant à Draâ Ben Khedda est détournée par Boukhalfa, ce qui ampute Sidi Namane de son cordon ombilical : le vivier que représente pour elle la ville de Draâ Ben Khedda.